# Senna smithiana
Senna smithiana là một loài thực vật có hoa trong họ Đậu. Loài này được (Britton & Killip) H.S.Irwin & miêu tả khoa học đầu tiên.